# Nowe Miasteczko
Nowe Miasteczko (niem. Neustädtel) – miasto w województwie lubuskim, w powiecie nowosolskim, siedziba gminy miejsko-wiejskiej Nowe Miasteczko.
Nowe Miasteczko uzyskało lokację miejską przed 1295 rokiem, zdegradowane w 1919 roku, ponowne nadanie praw miejskich w 1945 roku. W latach 1975–1998 miasto administracyjnie należało do woj. zielonogórskiego.

## Położenie
Położone nad rzeką Biała Woda. Miasto od wschodu omija droga ekspresowa S3, natomiast w samej miejscowości zbiegają się drogi wojewódzkie: nr 293, nr 328 oraz nr 333. Historycznie miasto leży w granicach Dolnego Śląska.

## Ludność, powierzchnia
Według danych GUS z 31 grudnia 2019 r. miasto miało 2757 mieszkańców.
Według danych z 1 stycznia 2011 r. powierzchnia miasta wynosiła 3,29 km².

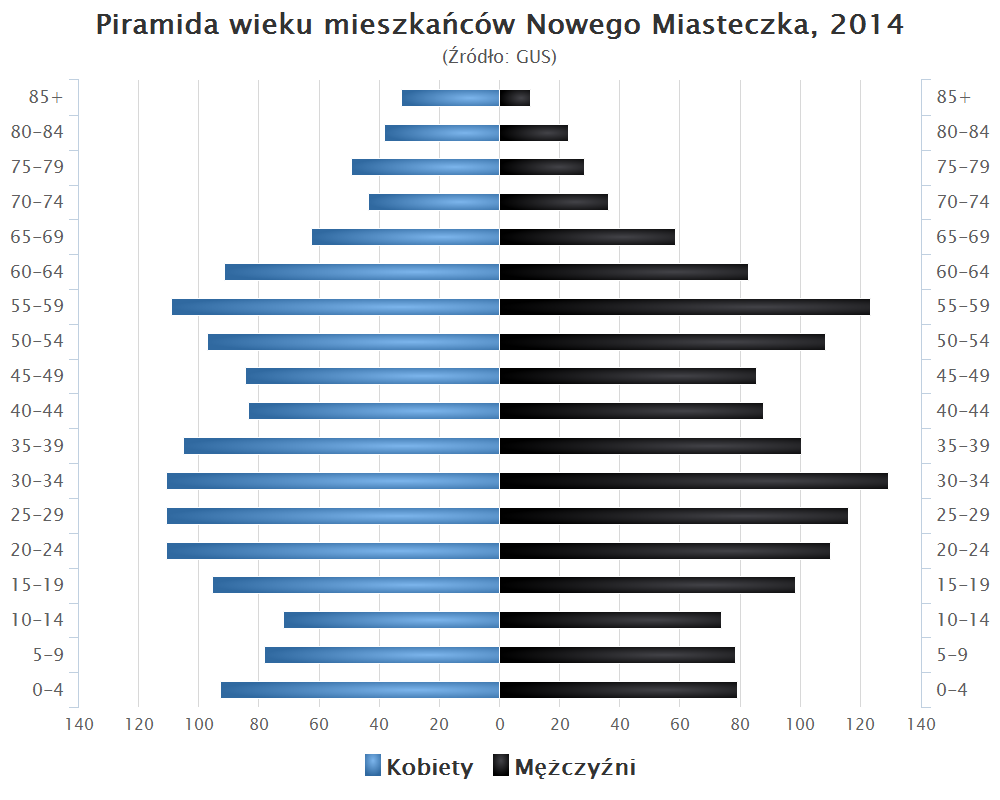
Piramida wieku mieszkańców Nowego Miasteczka w 2014 roku

## Nazwa

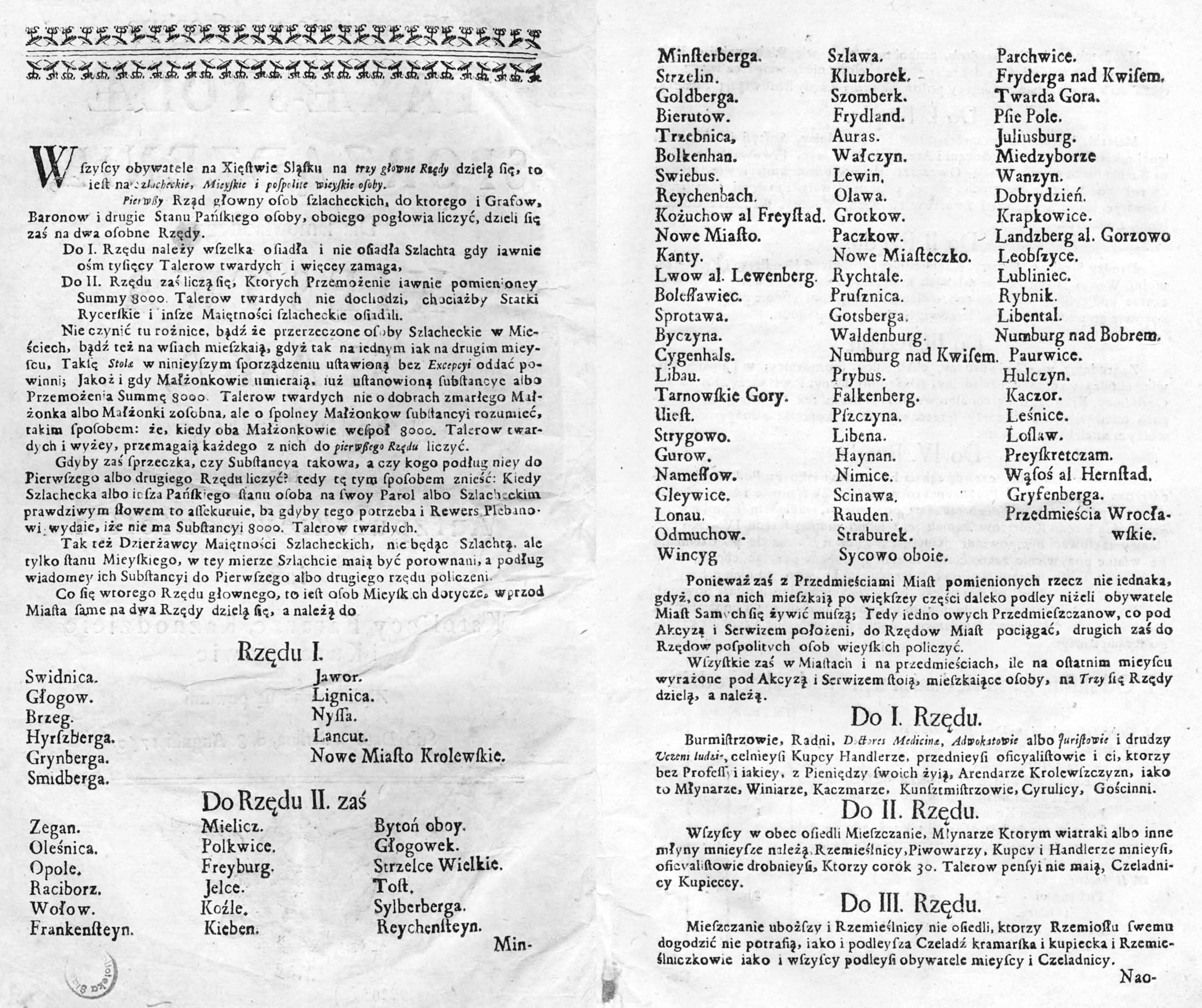
Nowe Miasteczko wśród innych nazw śląskich miejscowości w urzędowym pruskim dokumencie z 1750 roku wydanym w języku polskim w Berlinie.

W roku 1613 śląski regionalista i historyk Mikołaj Henel z Prudnika wymienił miejscowość w swoim dziele o geografii Śląska pt. Silesiographia podając jej łacińską nazwę: Neostadium. W pruskim urzędowym dokumencie z 1750 roku wydanym języku polskim w Berlinie przez Fryderyka Wielkiego wymieniona jest polska nazwa miejscowości Nowe Miasteczko.
Polską nazwę Nowe Miasteczko oraz niemiecką Neustädtel w książce „Krótki rys jeografii Szląska dla nauki początkowej” wydanej w Głogówku w 1847 wymienił śląski pisarz Józef Lompa.

## Historia

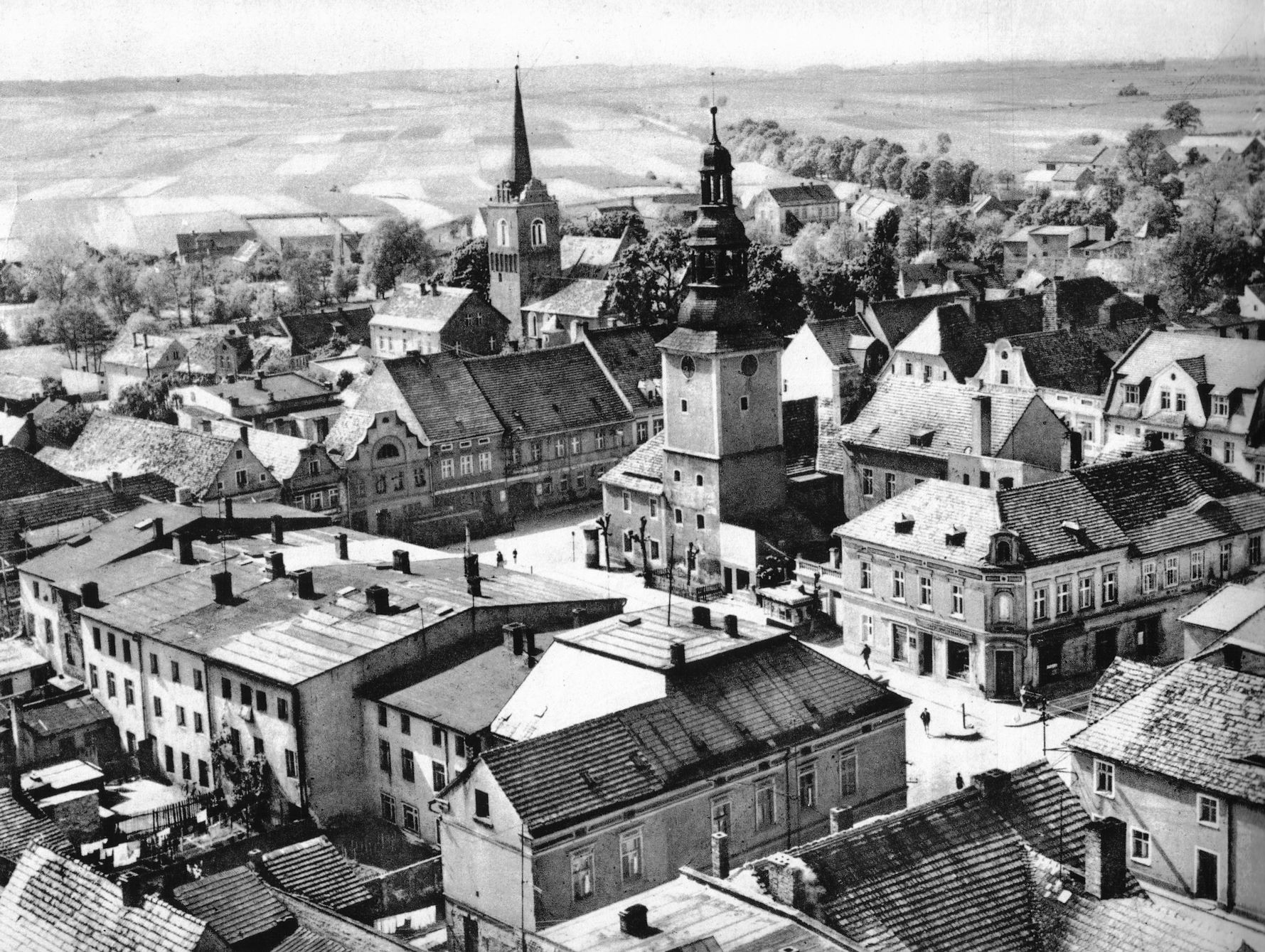
Widok rynku we wczesnych latach 70

Pierwsze wzmianki pojawiają się w dokumentach Henryka III głogowskiego przed 1296 rokiem. Po 1331 roku Nowe Miasteczko wraz z częścią głogowską księstwa zostało podporządkowane Koronie Czeskiej. Do 1386 roku podlegało bezpośrednio pieczy książęcej, później przeszło we władanie rycerzu z rodu Wirsingów. W latach 1649–1776 należało do klasztoru Jezuitów w Otyniu, następnie znalazło się w dobrach księstwa żagańskiego. W XVIII w. przez miasto wiodły ważne trakty pocztowe z Drezna do Poznania i Torunia oraz do Warszawy, którym podróżowali królowie Polski August II Mocny i August III Sas. Trakt ten należał do największych na Śląsku. Dziewiętnastowieczne inwestycje kolejowe – budowa linii Wrocław – Berlin (ok.1840) i Wrocław – Szczecin (ok. 1855) ominęły Nowe Miasteczko między innymi ze względu na zbyt wysokie ceny dyktowane przez mieszkańców za wykup gruntów pod budowę kolei. Ostatecznie do miasta dotarła uruchomiona w 1892 lokalna odnoga linii kolejowej Kożuchów – Niegosławice, obecnie nieczynna. W 1871 miasto zostało częścią Niemiec.
Wojska niemieckie zostały wyparte z miasta 13 lutego 1945 roku przez oddziały 3 armii gwardii I Frontu Ukraińskiego (na ul. Kościuszki ustawiono po wojnie pomnik żołnierzy radzieckich). W 1945 w wyniku wywołanej i przegranej przez Niemcy II wojny światowej miasto zostało włączone do powojennych granic Polski. Po wojnie w ścianę budynku Zespołu Szkół Rolniczych im. Janka Krasickiego wmurowano tablicę ku jego czci.

## Zabytki

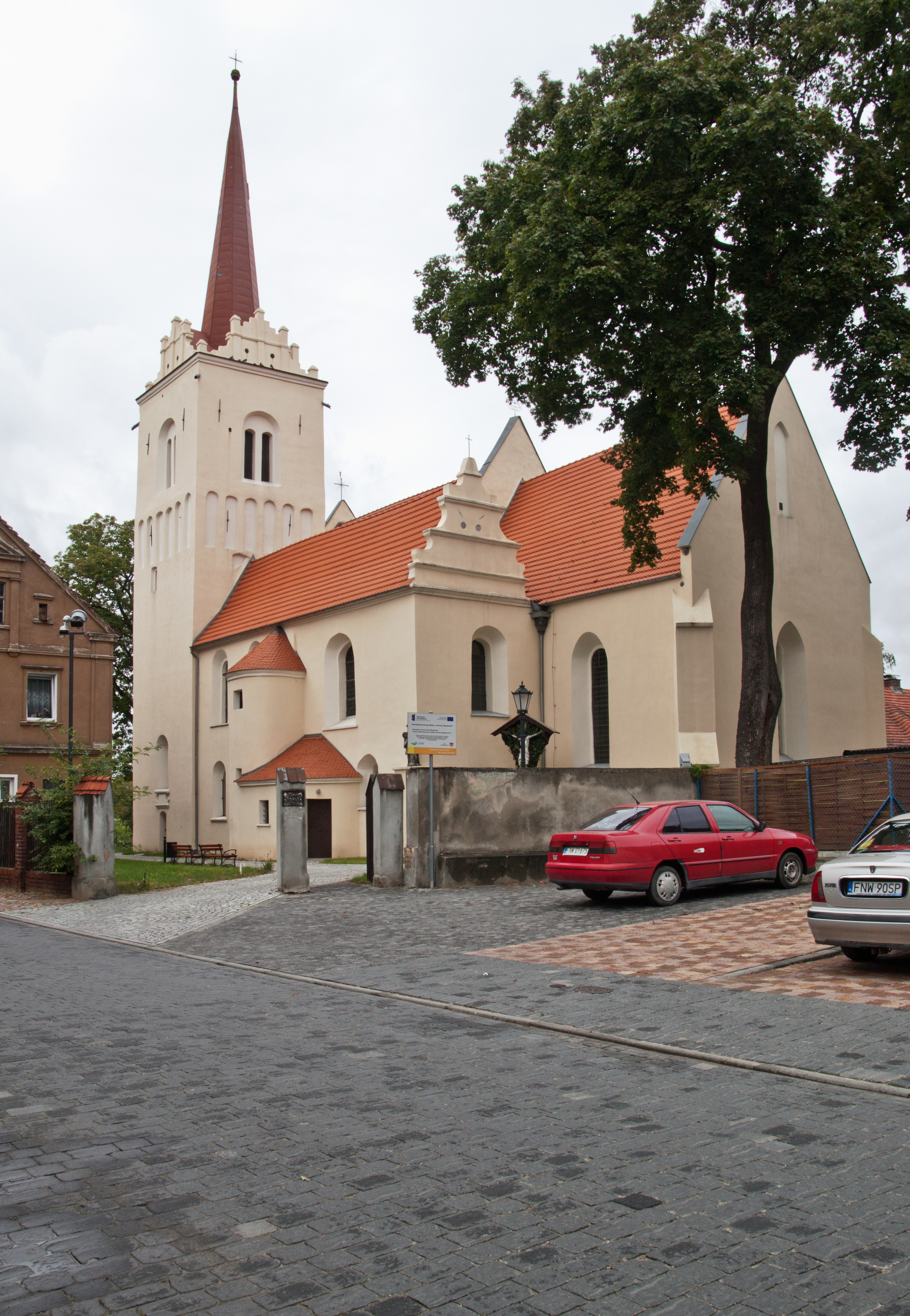
Kościół pw. Marii Magdaleny

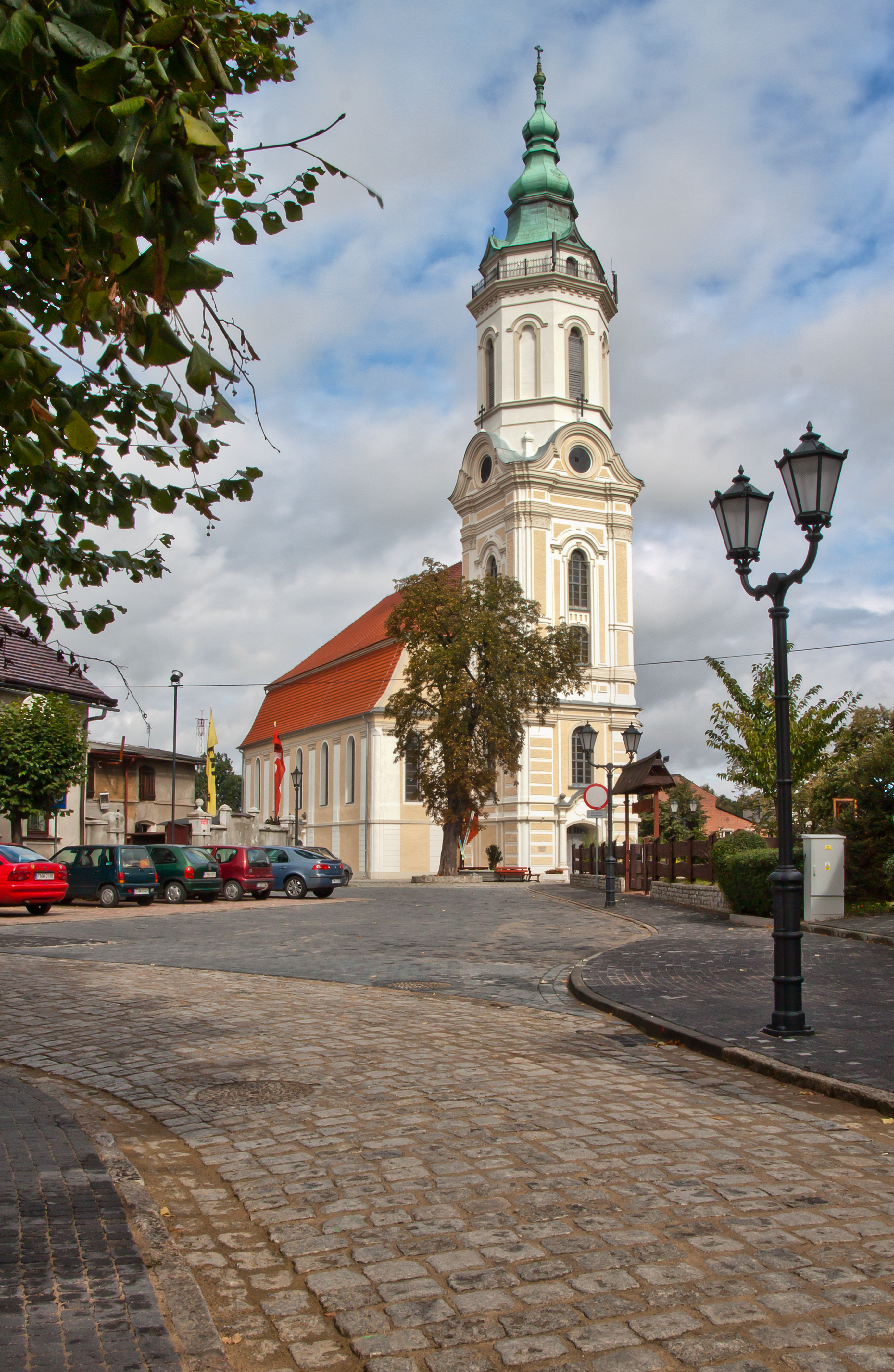
Kościół Opatrzności Bożej (dawny ewangelicki)

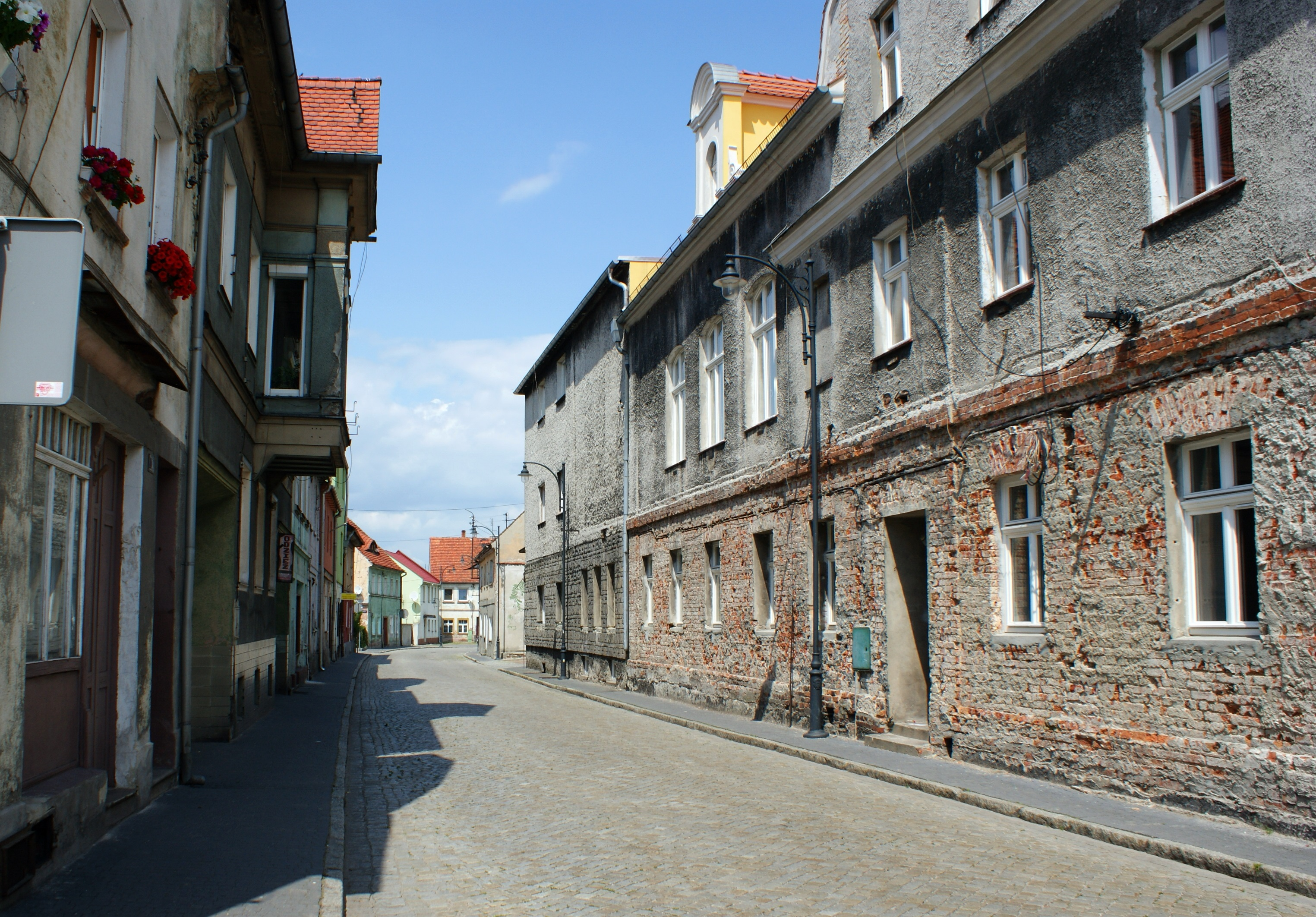
Ulica Kościuszki

Do wojewódzkiego rejestru zabytków wpisane są:
- zespół urbanistyczno-architektoniczny
- kościół parafialny pod wezwaniem św. Marii Magdaleny, z XIV wieku, XV/XVI wieku; wyposażenie wnętrza barokowe
- kościół ewangelicki, obecnie rzymskokatolicki filialny pod wezwaniem Opatrzności Bożej, zbudowany w latach 1784–1785 w stylu klasycystycznym, 1990 roku, dawny zbór protestancki
- fundamenty kaplicy, z XV wieku
- ratusz, renesansowy z XVII w., przebudowany w XVIII wieku-XIX wieku; zbudowany w latach 1664–1665. w miejsce starszego, który uległ spaleniu w 1634 roku; założony na rzucie w kształcie litery L.
- dom, ul. Głogowska 1
- dom, ul. Kolejowa 2, z XVIII wieku-XIX wieku
- dom, ul. Kościelna 1, z połowy XIX wieku
- domy, ul. Kościuszki 1, 2, 5, 7, 9, z XVIII wieku/XIX wieku
- dom, ul. Majowa 2, z połowy XIX wieku
- dom, ul. Podgórna 2, z XVIII wieku
- dom z apteką, Rynek, z XVIII wieku/XIX wieku
- domy, Rynek 2, 3 4, 5, 7, 8, 9, 10, 11, 12, 14, 16, 17, 18, 20, 21, 22, 23, 24, 27, 28, 29, z XVIII wieku/XIX wieku/XX wieku
- domy, ul. Słowackiego 2, 4, 12, z połowy XIX wieku.

inne zabytki:
- cmentarz żydowski

Nowe Miasteczko – Gołaszyn
- kościół filialny pod wezwaniem św. Marcina, gotycki z drugiej połowy XIII wieku, przebudowany w XV wieku, w połowie XVI wieku, w 1883 roku, murowany z kamienia polnego
  - ogrodzenie z bramką, z XVI wieku
- zespół folwarczny, ul. Gołaszyn 12, z XVIII wieku-XIX wieku:
  - dwa domy mieszkalne
  - budynek mieszkalno-gospodarczy
  - obora
  - chlewnia
  - stodoła

## Sport
- Klub piłkarski Miejski Klub Sportowy Nowe Miasteczko (dawniej „Meblarz”) założony w 1949 roku i grający w klasie A, grupie Zielona Góra III. W zespole tym karierę rozpoczynał Dariusz Kubicki.

## Współpraca międzynarodowa – miasta partnerskie
- Bad Liebenwerda (od 1994), Niemcy[potrzebny przypis]
- Storkow (Mark) (od 2004), Niemcy[potrzebny przypis]